# Richard Condie
Richard Condie (nascut el 1942) és un animador, cineasta, músic i actor de veu canadenc. Condie és conegut pel seu curt d'animació de 1985 The Big Snit al National Film Board of Canada i ha guanyat sis premis internacionals per Getting Started el 1979. Condie viu i treballa a Winnipeg, Manitoba.

## Educació i carrera professional
Nascut a Vancouver, Columbia Britànica, Condie es va traslladar a Winnipeg als quatre anys. Allà va assistir a la Kelvin High School, on es va graduar el 1961. Va rebre la llicenciatura en sociologia a la Universitat de Manitoba el 1967. Abans d'entrar al camp de l'animació, va treballar periòdicament com a músic per a el Manitoba Theatre Centre i CBC TV de 1964 a 1965. El 1967 Condie es va traslladar a Vancouver on va treballar com a sociòleg a la Universitat de la Colúmbia Britànica. Dos anys més tard va tornar a Winnipeg i va provar diverses ocupacions. El 1971. se li va concedir la primera de dues beques del Canada Council, que va utilitzar per produir el curtmetratge d'animació Oh Sure. La pel·lícula va ser comprada més tard pel National Film Board of Canada, amb qui Condie hi va treballar força.
El treball d'animació més conegut de Condie és The Big Snit de 1985, una paràbola poc convencional sobre el matrimoni, Scrabble, el serrat i la guerra nuclear. The Big Snit va ser nominada a un Oscar i va guanyar el Premi Genie al millor curt d'animació, juntament amb més d'una dotzena de premis internacionals. The Big Snit també va ser votat com el número 25 dels The 50 Greatest Cartoons de tots els temps pels professionals de l'animació.
Condie va coproduir l'aclamat curtmetratge del seu company d'animació de Winnipeg Cordell Barker The Cat Came Back. Condie també va ser la veu del personatge principal i va cantar a la banda sonora. Va entrar en el camp de l'animació per ordinador amb el seu curt de 1996 La Salla. El 1998 va escriure un guió de televisió per a Nelvana, després va crear el pilot de televisió The Ark per a la companyia el 2002. Condie pinta, crea música i treballa en sèries de dibuixos animats.
El treball de Condie, que inclou l'estil d'animació de línia en constant moviment - "bullint" -, s'ha caracteritzat com a "esbogerrat, estrany, i] rar." Altres s'han referit al seu "estil visual cru i a les representacions de personatges increïblement honestos i humorístics". L'historiador del cinema de la Universitat de Manitoba, Gene Walz, va afirmar que Condie " és un autor-animador, un amb excel·lents antenes per detectar les debilitats ridícules i les vulnerabilitats doloroses de la societat."
Condie és membre fundador del Winnipeg Film Group, i membre de l'Acadèmia d'Arts i Ciències Cinematogràfiques, la Royal Canadian Academy of Arts i l'International Animated Film Association.

## Col·laboradors
Al llarg de la seva carrera, Condie va col·laborar amb un nombre molt reduït d'individus per crear les seves pel·lícules. Va treballar estretament amb el músic Patrick Godfrey. Un altre col·laborador proper va ser la seva germana Sharon Condie. John Law and the Mississippi Bubble es va inspirar en la investigació de Sharon; també va escriure el guió, va fer algunes de les animacions i va pintar fons per a la pel·lícula. Ella uambé va crear els fons d'altres dues pel·lícules de Condie, Getting Started (1979) i The Big Snit (1985). Altres col·laboradors han estat l'actor (i cantant) Jay Brazeau i els productors Michael Scott i Ches Yetman.

## Premis i llegat
Richard Condie va guanyar sis premis internacionals per Getting Started l'any 1979. La pel·lícula va rebre premis a Cracòvia, Zagreb, Tampere (Finlàndia), i va ser nomenada millor pel·lícula d'animació als Premis Genie. Pig Bird, estrenada el 1981, també va guanyar cinc premis internacionals, inclòs el reconeixement a Zagreb a la millor pel·lícula educativa. En total, The Big Snit va guanyar un total de 16 premis que inclouen: El Premi Internacional de la Crítica de Cinema al 15è Festival Internacional de Cinema d'Animació d'Annecy; Premi al millor curtmetratge al Festival de Cinema del Món de Montreal; el premi Hiroshima, Japó 1985; Una placa de plata al 21è Festival Internacional de Cinema de Chicago; i la millor pel·lícula d'animació al XVI Festival Internacional de Curtmetratges de Tampere. També es va incloure a l'Animation Show of Shows. Després de l'enorme èxit de The Big Snit, Condie va estrenar The Apprentice/L'Apprenti el 1991. La pel·lícula va guanyar premis a Chicago el 1992 i Winnipeg el 1993. L'última animació de Condie, La Salla' ', va guanyar nou premis, inclosos els de Winnipeg (1996), Vancouver (1996), Chicago (1997) i Jerusalem (1998). La Salla també va ser nominada a l'Oscar. En total Condie ha guanyat més de 40 premis internacionals i canadencs per les seves pel·lícules.
A més dels nombrosos premis de Condie, les seves pel·lícules han estat presentades en més de 100 exposicions i retrospectives importants arreu del món. Aquestes han tingut lloc en llocs tan diversos com Berkeley, Califòrnia (1980), Nova Delhi, Índia (1981), Londres, Anglaterra (1985), Cracòvia, Polònia (1986), Espinho, Portugal (1991) i Brussel·les, Bèlgica. (1998).
L'any 2005 Condie va donar dibuixos, cel·les d'animació, fons, maquetes, fulls de droga, notificacions de premis, programes d'exposicions, fotografies digitalitzades, així com publicacions i informació periòdica relacionada amb algunes de les seves pel·lícules a la University of Manitoba Archives & Special Collections. Aproximadament 100 cel·les pintades i dos fons creats per Sharon Condie per a la pel·lícula The Big Snit van ser adquirits per les biblioteques de la Universitat de Manitoba i dipositats. als Arxius l'any 2006.

## Filmografia seleccionada
- Sesame Street (1974–1975) (Director, guionista, TV)
- Oh Sure (1977)
- John Law and the Mississippi Bubble (1978)[Enllaç no actiu]
- Getting Started (1979)
- Pig Bird (1981)
- The Big Snit (1985)
- Heartland (1987) (IMAX)
- Another Government Movie, World Expo 88, Brisbane (1988) (Director)
- The Cat Came Back (1988) (Producer; voice actor as Mr.Johnson)
- The Apprentice (L'Apprenti) (1991)
- Another Government Movie, Seville Expo '92 (1992) (Director)
- La Salla (1996)
- The Ark Arxivat 2020-08-04 a Wayback Machine. (2002) (Creador, Director, Animador, TV series)
- Etudes and Impromptus (2003-04)
- Runaway (2009) (veu com a Captain)
- Bus Story (2014) (vau a Little Kids and Teenager)

## Música
- A House on the Prairie (1978)
- Day Dream (1979)
- The Top Few Inches (1978)
- Darts in the Dark: An Introduction to W.O. Mitchell (1980)
- W.O. Mitchell: Novelist in Hiding (1980)
- Henry Kelsey (1980)
- Everyone's Business (1982)
- Ocean of Wisdom from CBC's Man Alive (1989)